# Шези, Антуан-Леонар

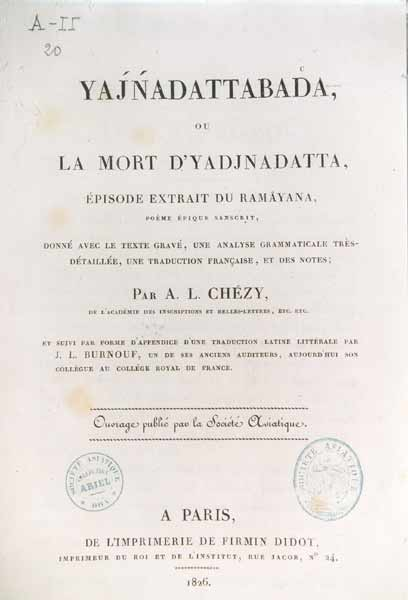
Публикация Шези части «Рамаяны», 1826

Антуа́н-Леона́р Шези́ (фр. Antoine-Léonard Chézy; 15 января 1773 года, Нёйи-сюр-Сен — 31 августа 1832 года, Париж ) — французский ориенталист, первым переведший на французский язык классические произведения санскритской литературы.

## Биография и труды
Был в национальной библиотеке библиотекарем по отделу рукописей.
В 1805 году он женился на немецкой писательнице Хельмине Кристине фон Шези.
Издал перевод поэмы Джами: «Лейли и Меджнун» («Les amours de Medjneun et Leila», 1807); затем посвятил себя исключительно санскритологии и занял вновь основанную кафедру санскритского языка в Коллеж де Франс (1814).
Его преподавание дало блестящие результаты; под его руководством выработались такие санскритологи как Бопп, Бюрнуф, Лассен (англ. Christian Lassen) и др.
Шези издал по санскритской литературе:
- «Analyse du Megha Doutah, poème de Kâlidasa» (1817),
- «Episode de la Mort de Yadjânadatta (Ramayana)» (1826),
- «La Reconnaissance de Sacountala» (1830)
- под псевдонимом d’Apudy: «Amarou Satnaka. Anthologie érotique d’Amarou» (1831).

Перевёл отрывок из арабского натуралиста Казвини в «Арабской хрестоматии» Сильвестра де Саси.
Оставил в рукописях персидскую хрестоматию, персидскую антологию, санскритскую хрестоматию, санскритскую грамматику, словарь санскритско-французский, анализ Рамаяны, мемуары и др.
Антуан-Леонар Шези умер от холеры 31 августа 1832 года.